# Escuela de Mecánica de la Armada
La Escuela de Mecánica de la Armada, conocida por sus siglas ESMA, funcionó en el predio que el Concejo Deliberante de la ciudad de Buenos Aires cedió al Ministerio de Marina en 1924. Allí funcionó el centro clandestino de detención, tortura y exterminio más grande de la última dictadura cívico-militar argentina. 
El predio fue cedido en 1924 por el Concejo Deliberante de la Ciudad de Buenos Aires al Ministerio de Marina por un decreto. Y la escuela fue fundada ese mismo año, durante la presidencia de Marcelo Torcuato de Alvear, para que fuera utilizado como centro de instrucción militar. Entre 1924 y 1976 funcionó como un centro de instrucción técnica y militar, que incluía varios organismos. En el predio se encontraba la Dirección de Educación Naval, la Escuela Nacional de Náutica y la Escuela Nacional de Cabotaje Fluvial. Las carreras que se podían cursar eran Electrónica, Aeronáutica, Mecánica Naval, Operación Técnica de Radio, Meteorología y Oceanografía. Entre 1937 y 2007 funcionó allí la Escuela de Guerra Naval, inaugurada por el presidente de la Nación, general Agustín P. Justo, el 22 de diciembre. También funcionaban allí el Liceo Naval Militar Almirante Brown y el Casino de Oficiales. 
La ESMA cobró fama internacional porque allí  funcionó durante la última dictadura cívico-militar un  centro clandestino de detención, tortura y exterminio. El Casino de Oficiales- núcleo de la actividad represiva en el predio- fue uno de los centros clandestinos más grandes y activos del país. Por allí pasaron más de 5000 detenidos desaparecidos. Este edificio durante la dictadura siguió manteniendo su función original como lugar habitacional y de descanso de los Oficiales Superiores de la Armada.
En el año 2004, mediante la ley N.º 1412 sancionada por la Legislatura porteña, se destinó este predio de 17 hectáreas como Espacio para la Memoria y para la Promoción y Defensa de los Derechos Humanos. Dentro del Espacio para la Memoria y para la Promoción y Defensa de los Derechos Humanos funciona el Archivo Nacional de la Memoria, el Centro Cultural Haroldo Conti, el Espacio Cultural Nuestros Hijos, el Museo Malvinas, canal Encuentro y el Museo Sitio de Memoria ESMA, entre otros. En 2005 la Escuela de Suboficiales de la Armada —denominación adoptada por la escuela en 2001— se instaló en un edificio nuevo localizado en la Base Naval Puerto Belgrano. Durante la conmemoración de los sesenta años de la Declaración Universal de los Derechos Humanos (2008), fue aprobado por los Estados miembros en la UNESCO que allí funcione el Centro Internacional para la Promoción de los Derechos Humanos. El predio fue declarado Monumento Histórico Nacional el 19 de agosto de 2008. En 2016 fue señalado y protegido con el escudo azul de la Naciones Unidas. El 19 de septiembre de 2023, la UNESCO en su 45° sesión del Comité del Patrimonio Mundial en Riad, Arabia Saudita declaró el predio como Patrimonio de la Humanidad

## Ubicación

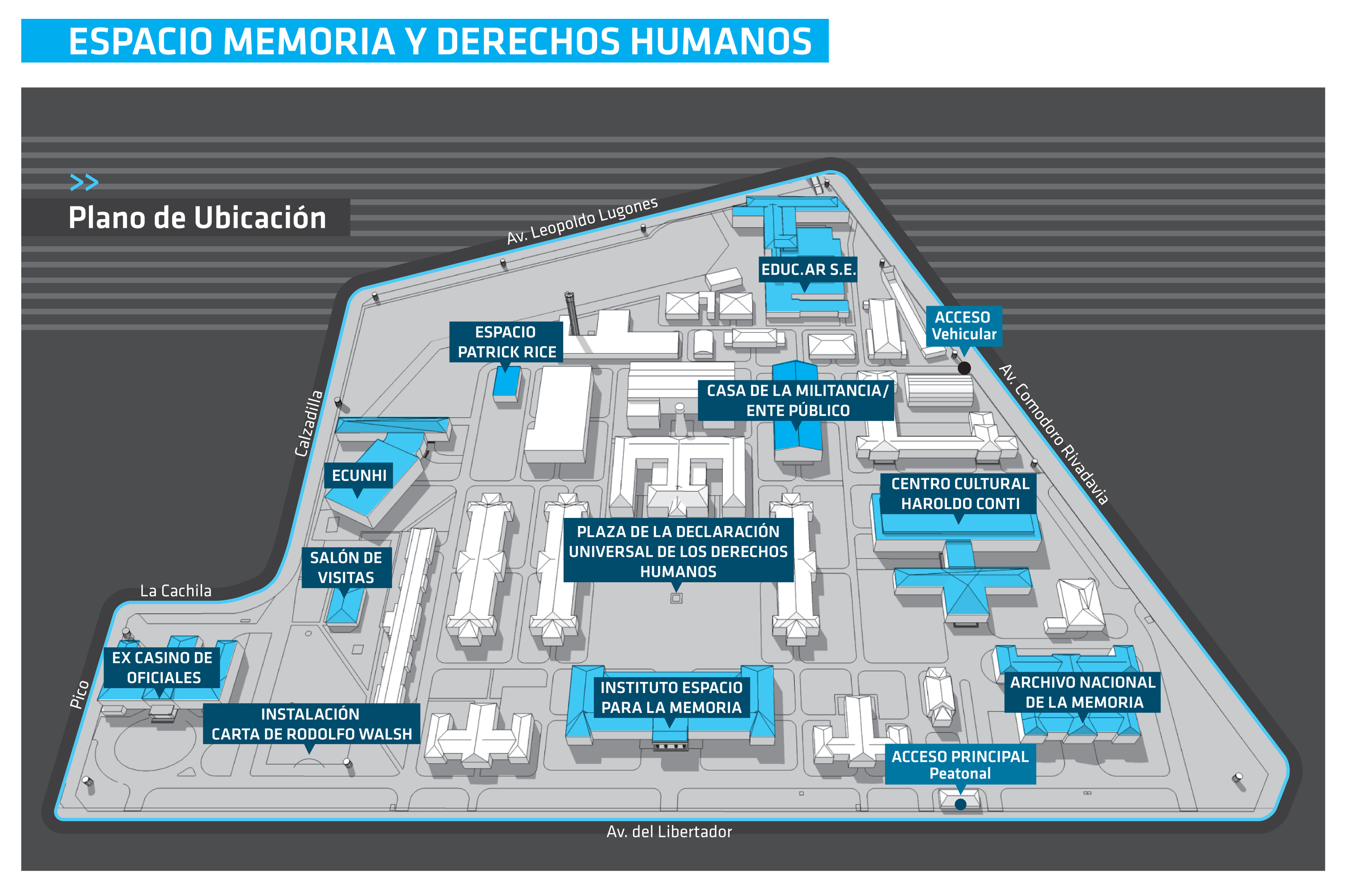
Mapa del predio.

El predio de la ex Escuela de Mecánica de la Armada ocupa 17 hectáreas, cedidas a la Armada en 1924 por la ciudad de Buenos Aires (en ese entonces, al intendente lo designaba el presidente de la Nación) para formar un centro de instrucción técnica y militar. Se encuentra en la zona norte de la ciudad de Buenos Aires, en el barrio de Núñez, con frente sobre la Avenida del Libertador 8151.
Además de la ESMA, funcionaban allí al momento de su traspaso, el Liceo Naval Militar Almirante Brown, la Escuela de Guerra Naval, la Dirección de Educación Naval, la Escuela Nacional de Náutica y la Escuela Nacional Fluvial.
El centro clandestino de detención, tortura y exterminio, administrado por el Grupo de Tareas GT 3.3.2, llamado en clave Selenio, funcionaba en el edificio del Casino de Oficiales. El edificio - así como el predio en general- nunca abandonó sus funciones originales, estableciendo, de esta forma, una doble funcionalidad. El Casino de Oficiales fue parcialmente modificado en 1979 ante la visita de la Comisión Interamericana de Derechos Humanos (CIDH).

## Historia

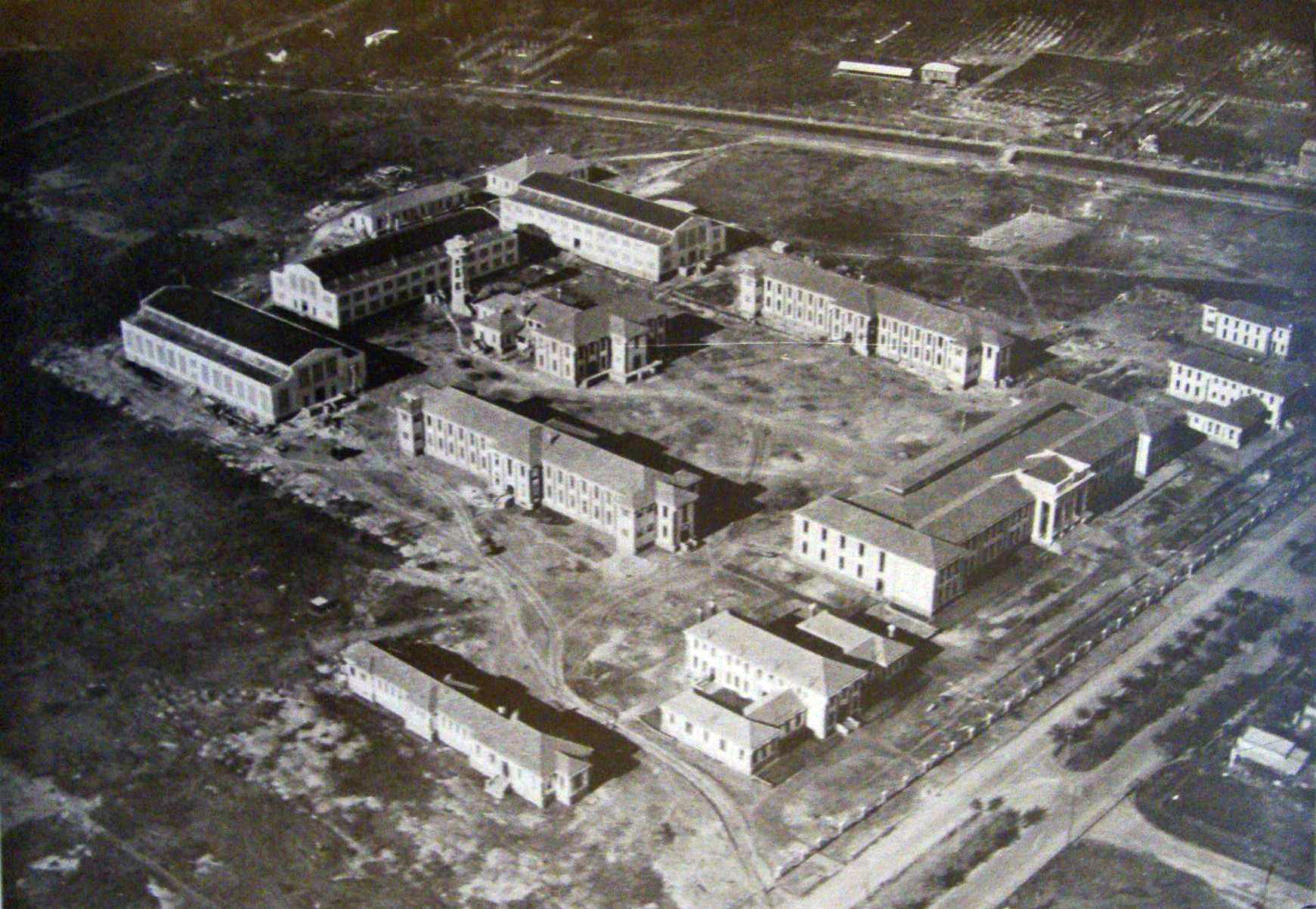
En construcción, hacia 1928.

### Historia de la institución educativa

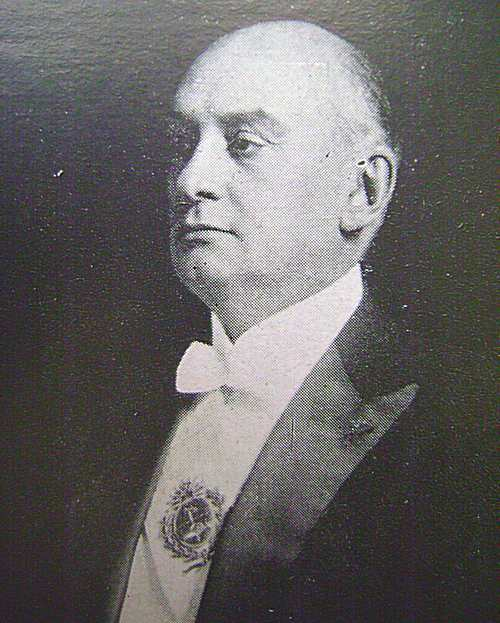
El presidente Marcelo Torcuato de Alvear en 1922.

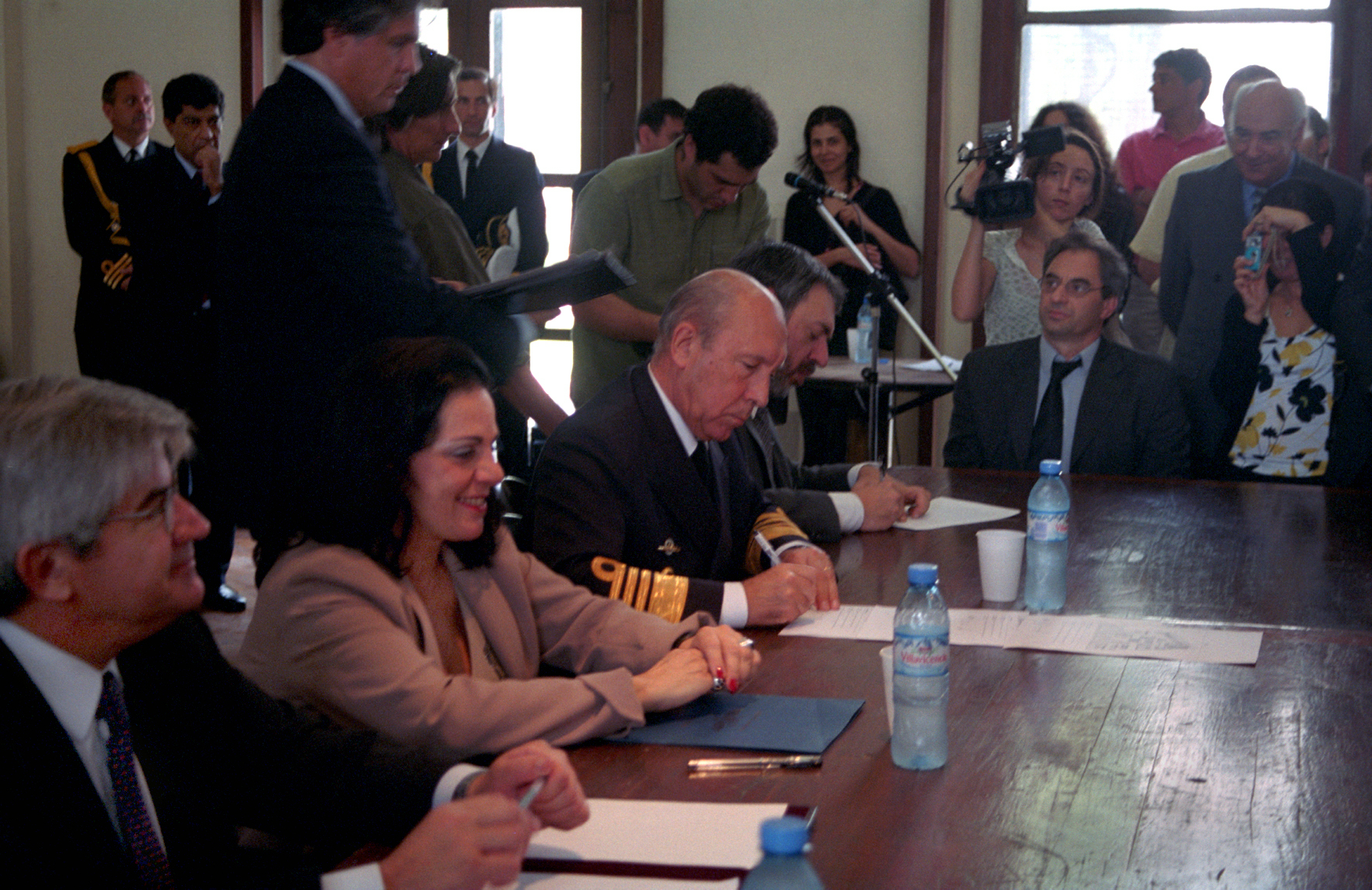
El almirante Jorge Godoy firma junto a la entonces ministra de Defensa de la Argentina, Nilda Garré, el acta por el que la Armada transfirió el predio de la ex Escuela de Mecánica de la Armada (ESMA) para la creación del Espacio Memoria.

La presidencia de Marcelo Torcuato de Alvear fundó el edificio en 1924. El predio fue cedido por el Concejo Deliberante de la Ciudad de Buenos Aires al Ministerio de Marina y allí había funcionado años atrás el Aeropuerto Rivadavia. El 12 de octubre de 1928 se inauguró el complejo de edificios principal, proyectado por el arquitecto Raúl J. Álvarez sobre la calle Blandengues (hoy Avenida del Libertador), entre el Arroyo Medrano y la prolongación de la calle Deheza.
Anualmente, alrededor de 10 000 jóvenes se inscribían para ingresar como aspirantes navales, de los cuales luego de un periodo de prueba preliminar llamado PSP y sobre la base de los resultados en los exámenes previos luego de pasar el periodo de prueba se le daría a elegir tres carreras en base su resultado intelectual serían becados para estudiar carreras en los siguientes curso con distintas especialidades. Cursos de Operaciones, máquinas, electricidad, mar y servicios, armas y aviación. Los estudiantes permanecían internados de lunes a viernes salvo casos especiales en que el alumno podía salir de franco entre lunes y viernes según fuera designado por el cuerpo de alumnos lograba un premio que se llamaba franco de honor. Las carreras eran de un año a tres de estudios, recibiéndose de marineros o cabos, con opción a seguir luego la carrera militar con un contrato de cuatro años o ejercer su profesión en cualquier otro ámbito luego de solicitar la baja voluntaria. Entre los exalumnos que pasaron por allí está el gran tenor argentino Darío Volonté sobreviviente del hundimiento del Belgrano en la guerra de las Malvinas.
Desde la entrada principal se accedía al pabellón central donde estaban las oficinas y despachos de las autoridades. Allí se encontraban un patio cubierto, usado también como cine para el alumnado que luego fuera reemplazado por el cine en el primer piso del casino de aspirantes. A la izquierda de este edificio estaban los casinos de suboficiales y, más alejado y aislado, el casino de oficiales,  A la derecha del pabellón central, se encontraba el puesto de acceso, el edificio de la guardia militar y la Escuela de Guerra Naval.
Saliendo del patio cubierto se llega a la plaza de armas, un patio de cemento con capacidad para 15.000 personas. Alrededor de dicha plaza se encuentran:
- Al frente y por orden: el comedor de alumnos y la biblioteca en un mismo edificio, la lavandería, la piscina y el edificio del curso de Mecánica;
- A la derecha: el armero dotado de fusiles Mauser 1909 desactivados (estas armas eran utilizadas para los desfiles y los actos militares); detrás del armero estaban los edificios de los cursos de Armas, Aeronáutica y Operaciones.
- A la izquierda: los dormitorios de los escalafones de servicios y operaciones, la enfermería y la cantina.

Detrás al fondo estaban los dormitorios y cruzando la avenida Lugones, el campo de deportes de la institución.
En 1982 230 exalumnos entre los cuales había muchos alumnos que fueron llamados a combatir directamente desde las aulas dieron la vida en la defensa de la soberanía sobre las islas Malvinas. Con edades desde los 16 años hicieron honor a su juramento de defender a la patria allí donde hizo falta, siendo en el crucero ARA General Belgrano, donde 216 de ellos perdieron la vida.
En enero de 1998, durante su segunda presidencia, Carlos Menem dispuso el traslado de la Escuela a la Base Naval Puerto Belgrano. Dicho decreto destinaba al predio a convertirse, luego de su demolición, en un espacio verde público donde se pondría un "símbolo de unión nacional".[cita requerida]
El 19 de septiembre de 2023 se declaró patrimonio de la humanidad por la UNESCO.

### Historia del centro clandestino de detención

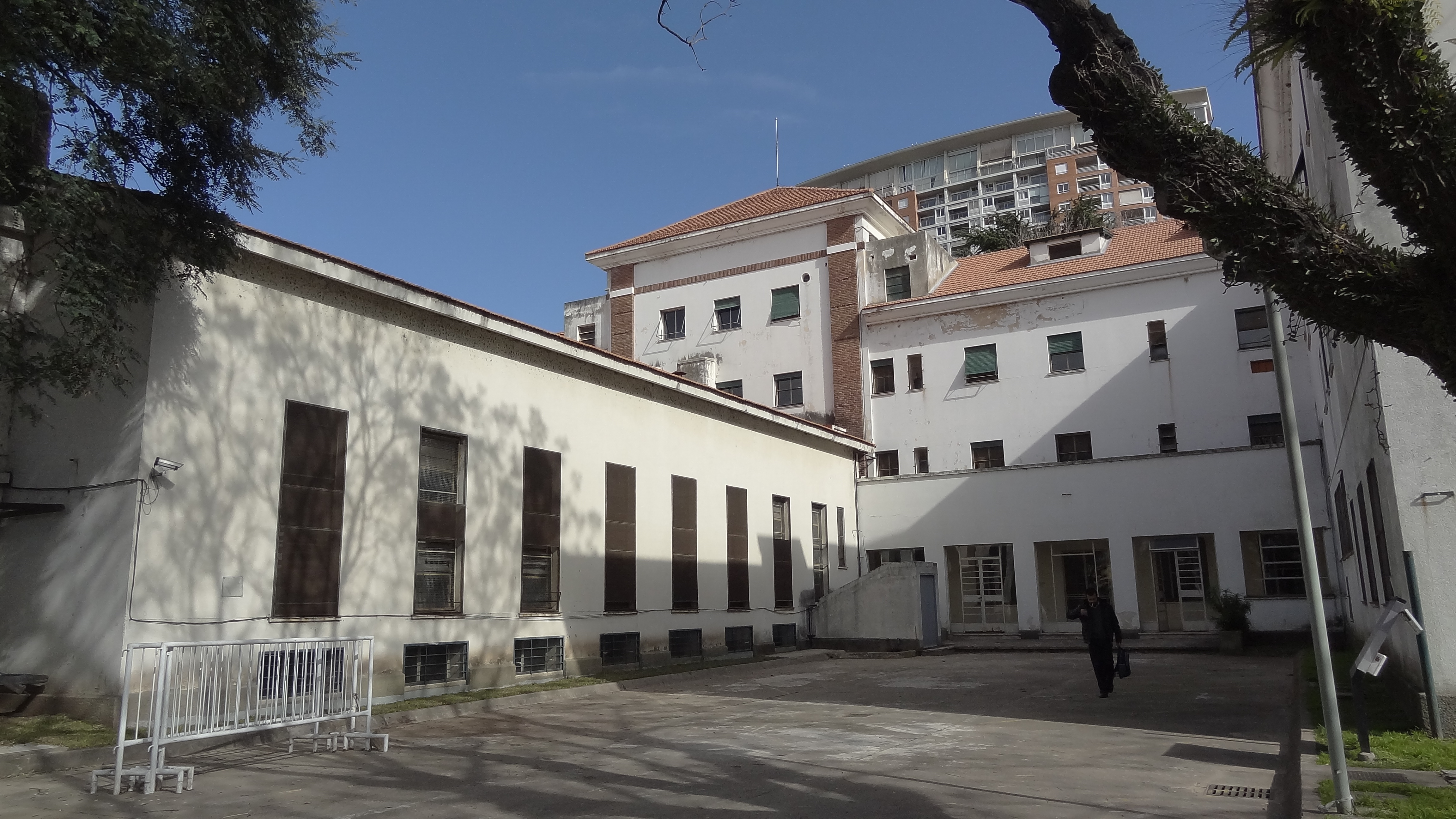
Parte posterior del Casino de Oficiales.

Durante la dictadura militar autodenominada Revolución Libertadora llega la escuela francesa al país, a pedido de la Libertadora, con especialistas en tortura, desaparición y muerte que venían de Argelia, Indochina, y se instalan en la Escuela Superior de la Armada y arman un knowhow de la represión que va a tener su mayor expresión durante el Proceso de Reorganización Nacional. Por allí pasan Videla, Viola, Bussi, que en ese momento son jóvenes oficiales.
El Casino de Oficiales de la ESMA funcionó como centro de detención desde el mismo inicio de la dictadura; el día del golpe de Estado ya alojó secuestrados por las fuerzas armadas. los oficiales a cargo de la institución tenían estrictas instrucciones de no revelar su identidad ni su afiliación militar al realizar la captura de los presuntos subversivos.
Allí funcionaban dos grupos clandestinos, el Servicio de Inteligencia Naval (SIN) y el grupo de tareas 3.3.2 de la Marina, encargado de la zona norte del Gran Buenos Aires y de la Capital Federal; este último estaba dirigido por el contraalmirante Rubén Jacinto Chamorro y el capitán Jorge Eduardo Acosta (el Tigre). Pertenecieron al mismo entre otros represores, Alfredo Astiz, Ricardo Miguel Cavallo, Adolfo Donda y Adolfo Scilingo.

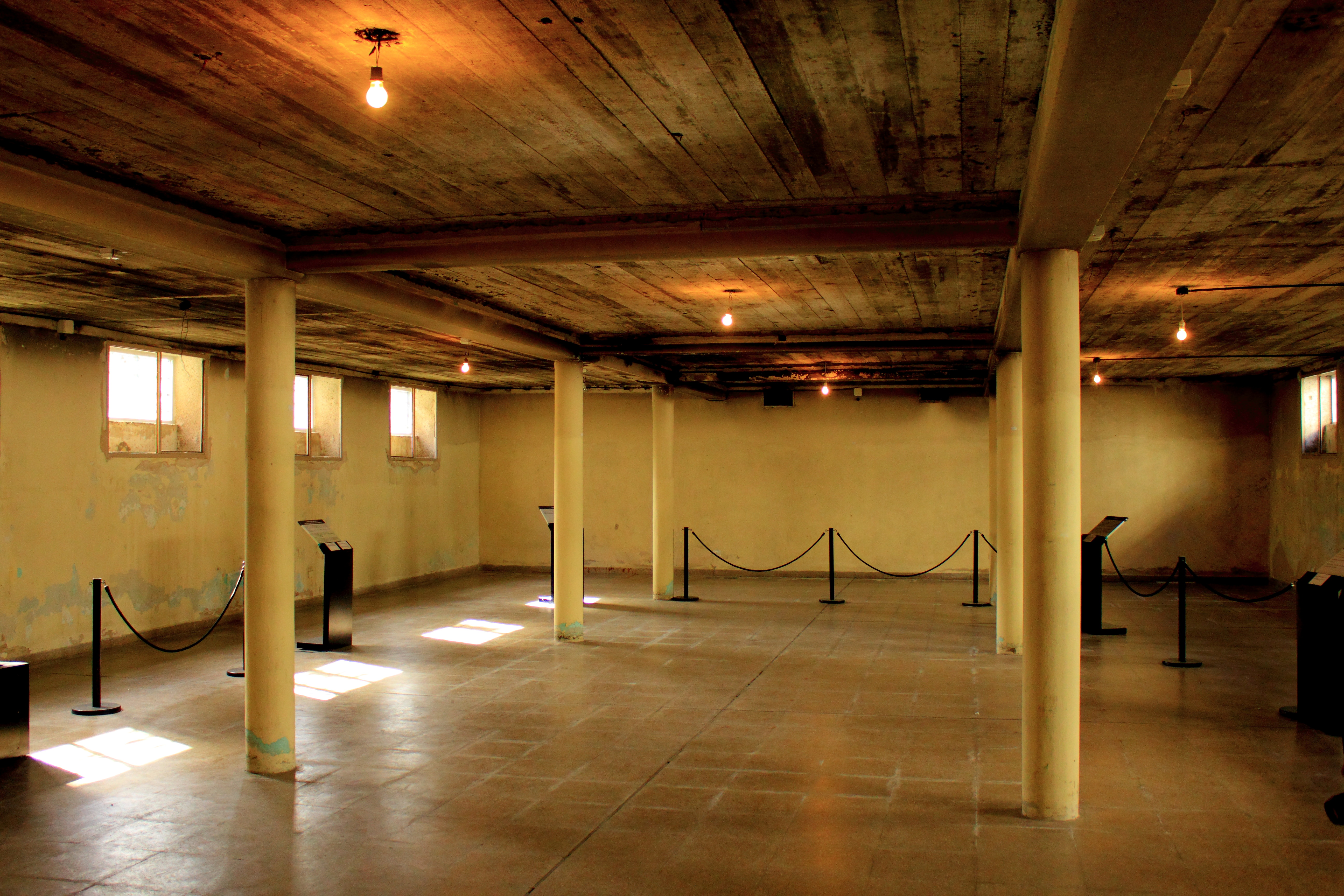
Sótano del Casino de Oficiales.

Las funciones principales como Centro Clandestino de Detención, Tortura y Exterminio se centralizaron en el Casino de Oficiales, edificio residencial para los encargados principales de la ESMA, aunque también se llevó alternativamente a secuestrados a otros edificios como la Enfermería o Sanidad, el Taller de Automotores, la Imprenta y el Pabellón Coy.

## Edificios
Casino de Oficiales

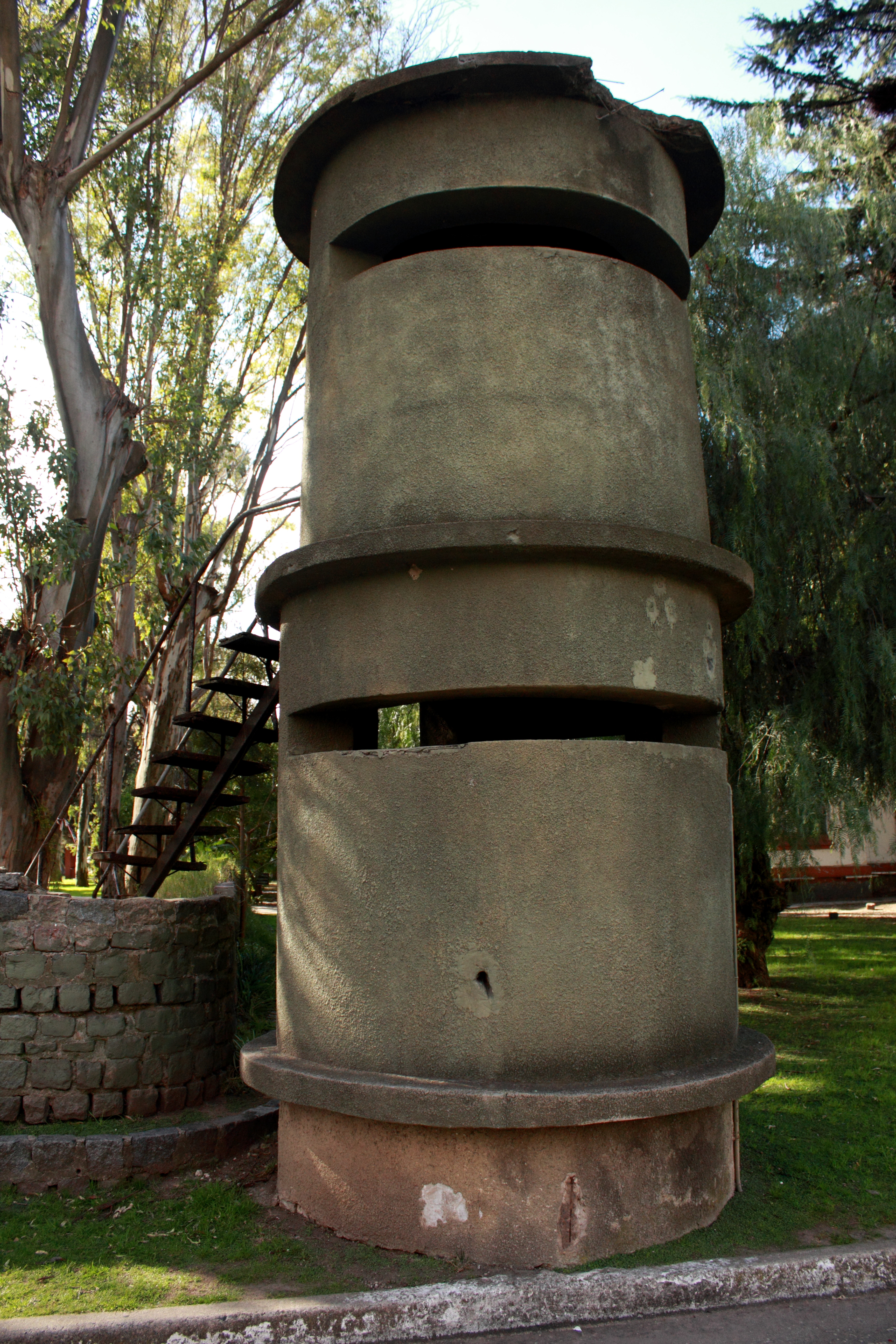
Puesto de guardia cercano al Casino de Suboficiales.

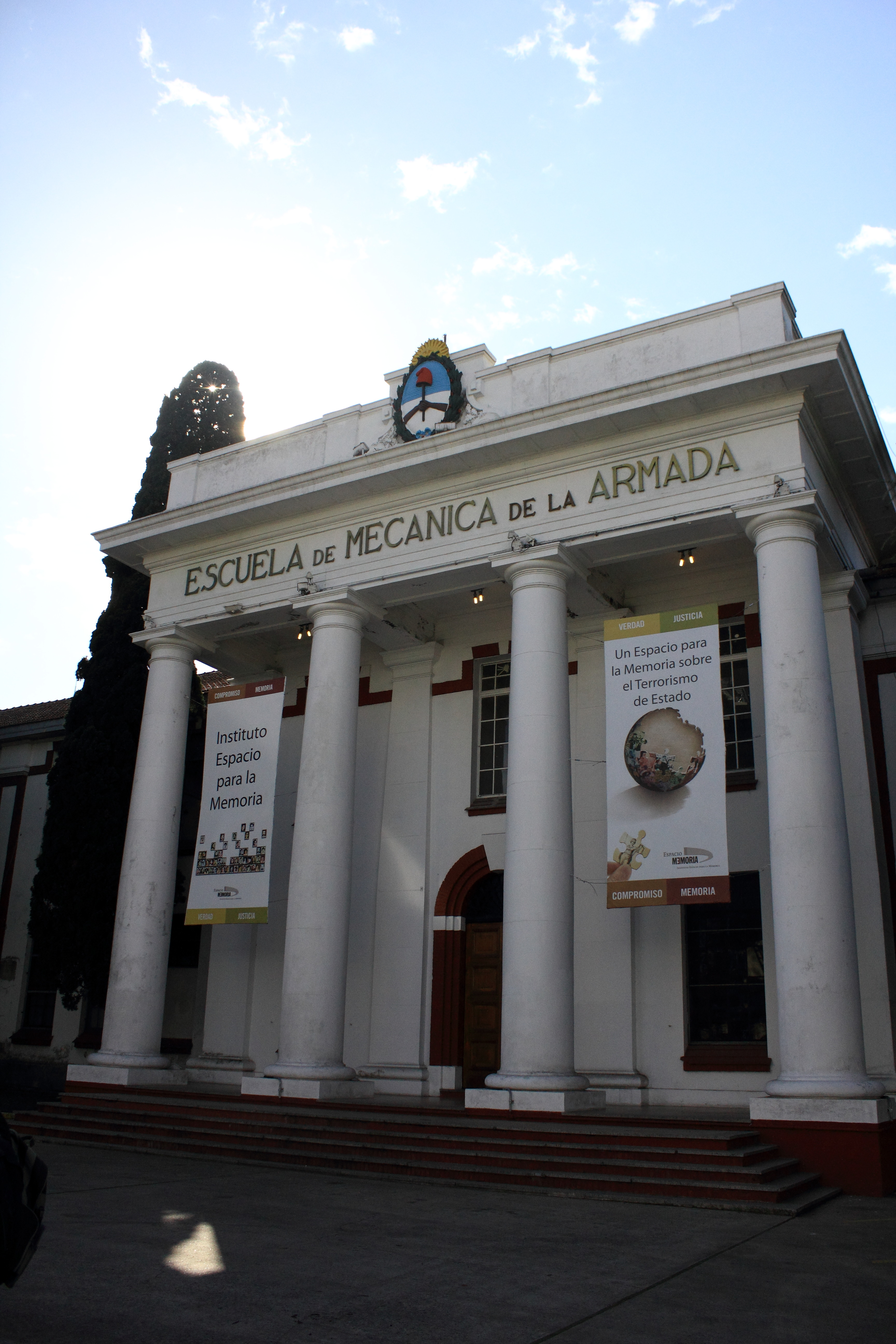
Fachada del Pabellón Central.

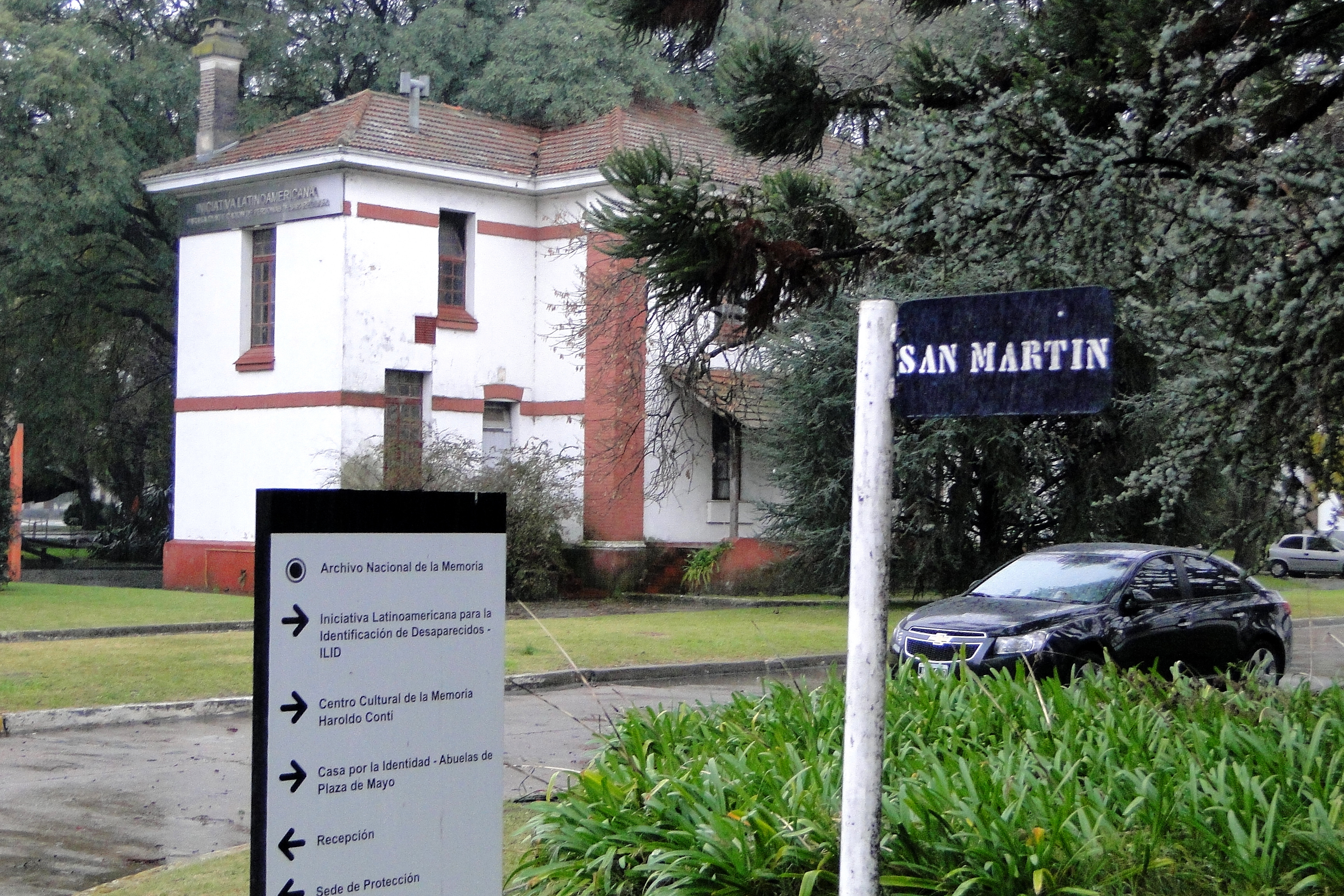
Casa de Suboficiales II.

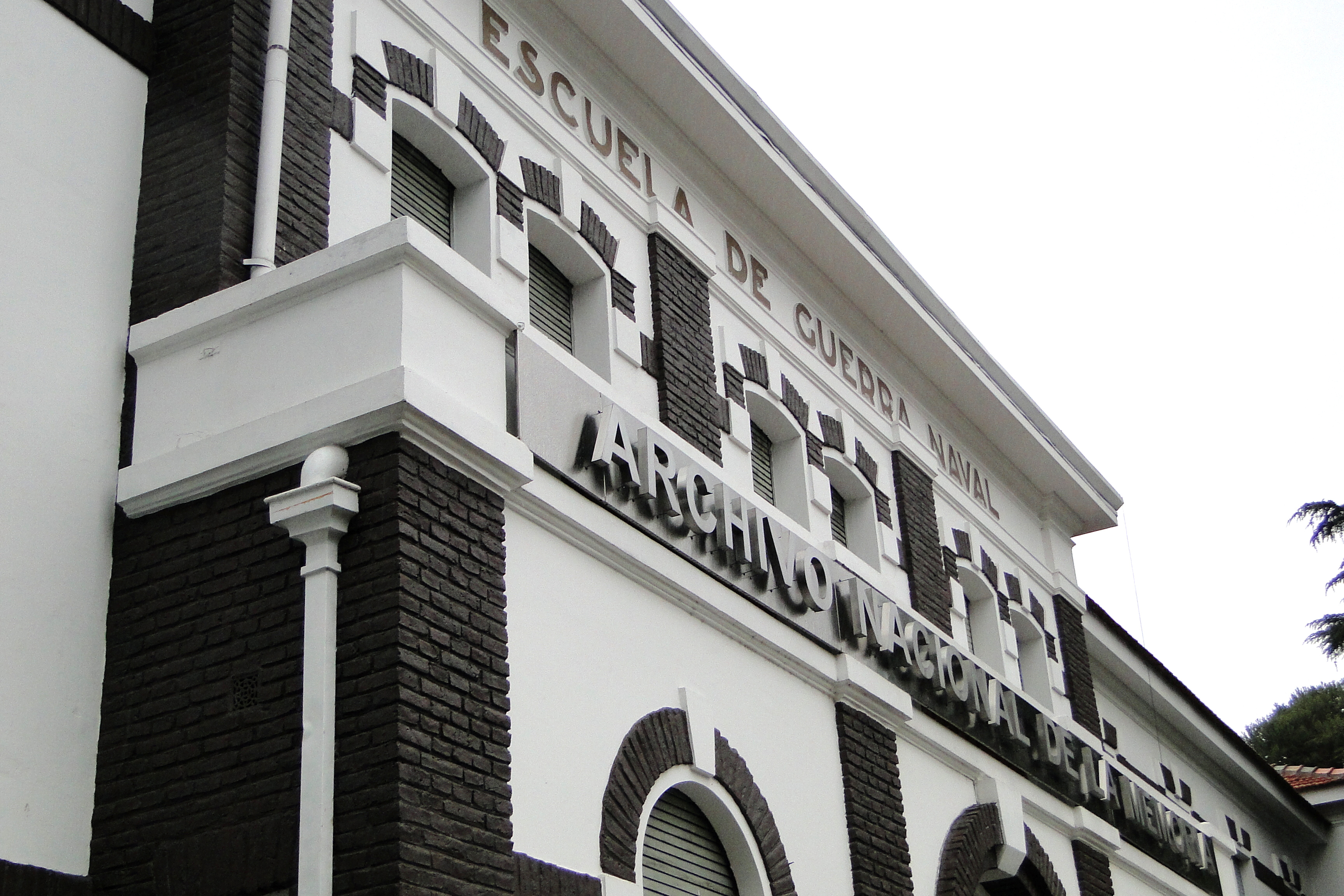
Escuela de Guerra Naval.

Originalmente fue el lugar de alojamiento y recreación para los oficiales, y durante la dictadura cívico militar entre los años 1976 y 1983, como Sede del GT 3.3.2  y núcleo del CCD.
Funciona como Museo Sitio de Memoria ESMA y alberga una puesta museográfica sobre la base de testimonios de las víctimas y documentos históricos de la CONADEP, el Juicio a las Juntas y documentación desclasificada por las agencias del Estado para los juicios ESMA, entre otros archivos. El edificio del ex Casino de Oficiales es prueba judicial desde 1998. Por este motivo la propuesta museográfica no modificó la estructura edilicia ni su estado general. Todas las instalaciones están apoyadas, de manera tal que pueden retirarse y el edificio queda vacío, tal cual fue entregado por la Armada en el 2004.
Casino de Suboficiales
De 1976 a 1983 funcionó como alojamiento y comedor de los suboficiales.
Pabellón Central o Cuatro Columnas
Funcionó como la Oficina del Director de la Escuela, con aulas de instrucción técnica para suboficiales, gabinetes, anfiteatro y un gran patio cubierto para formaciones militares y recreos.
Actualmente es el Espacio para la memoria sobre el terrorismo de Estado, el cual funciona como espacio/museo con muestras permanentes sobre el terrorismo de Estado.
Jefatura de Guardia
De 1976 a 1983 funcionó como la guardia, el calabozo de la Marina y la central de comunicaciones.
Actualmente es la sede provisoria del personal encargado de la protección del predio.
Casa de Suboficiales II
De 1976 a 1983 funcionó como casa de alojamiento.
Es la Iniciativa Latinoamericana para la Identificación de Personas, a cargo del Equipo Argentino de Antropología Forense (EAAF), Archivo Nacional de la Memoria y el Ministerio de Salud de la Nación. Aquí en la identificación de los restos de personas desaparecidas por razones políticas en América Latina.
Escuela de Guerra Naval
De 1976 a 1983 funcionó la Escuela de Guerra Naval para la formación de oficiales superiores con destino en el Estado Mayor de la Armada.
Es el edificio principal del Archivo Nacional de la Memoria. Aquí se obtiene, analiza y preserva fondos documentales con información y testimonios sobre el terrorismo de Estado por parte del Estado argentino y las manifestaciones de resistencia social sobre estos hechos.
Panadería
De 1976 a 1983 funcionó como la panadería del predio.
Es la Dirección Nacional de Gestión de Fondos Documentales, el cual es la guarda y conservación de los documentos del Archivo Nacional de la Memoria.
Pabellón de Armas y Aviación
De 1976 a 1983  se capacitaba a aspirantes y cabos.
Es el Centro Cultural de la Memoria Haroldo Conti, donde se realizan actividades culturales públicas, seminarios, debates y publicaciones en pos de un mejor conocimiento de la historia reciente argentina.
Pabellón Alfa
De 1976 a 1983 funcionó como alojamiento de suboficiales, aulas y sala de armas.
Es la Casa Nuestros Hijos, Vida y Esperanza, a cargo de las Madres de Plaza de Mayo Línea Fundadora, destinado a la formación de músicos populares bajo la dirección de la Fundación Música Esperanza.
Pabellón Bote o Bravo
De 1976 a 1983, espacio destinado al dormitorio de aspirantes.
Es el Espacio Familiares de Desaparecidos y Detenidos por Razones Políticas, destinado a la promoción y defensa de los Derechos Humanos.
Pabellón Coy o Charly
De 1976 a 1983 funcionó como el dormitorio de aspirantes.

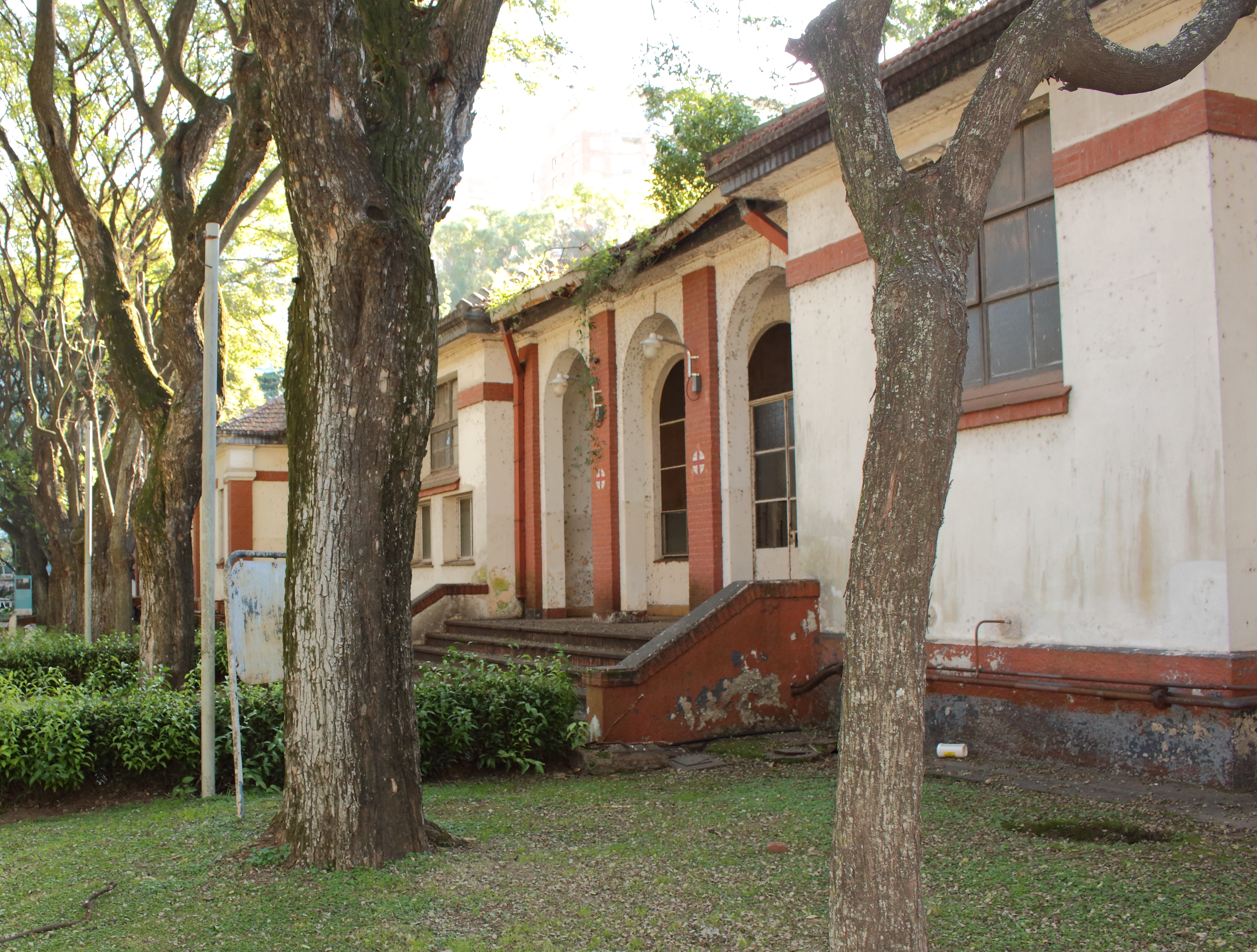
Enfermería
Si bien su función principal fue la de prestar servicios de salud al personal de la Armada, durante los años que duró el último golpe militar aquí también se atendía a prisioneros. A éstos se les daba principalmente atención odontológica, pero también se curaban otro tipo de heridas y enfermedades.
Talleres Básicos
De 1976 a 1983 funcionó  para la capacitación a aspirantes y cabos.
Quincho
De 1976 a 1983 este edificio fue usado por oficiales para diversas celebraciones.
Es el Salón de los pañuelos blancos, un espacio de usos múltiples, principalmente destinado a actividades vinculadas a las visitas del CCD.
Pabellón de operaciones

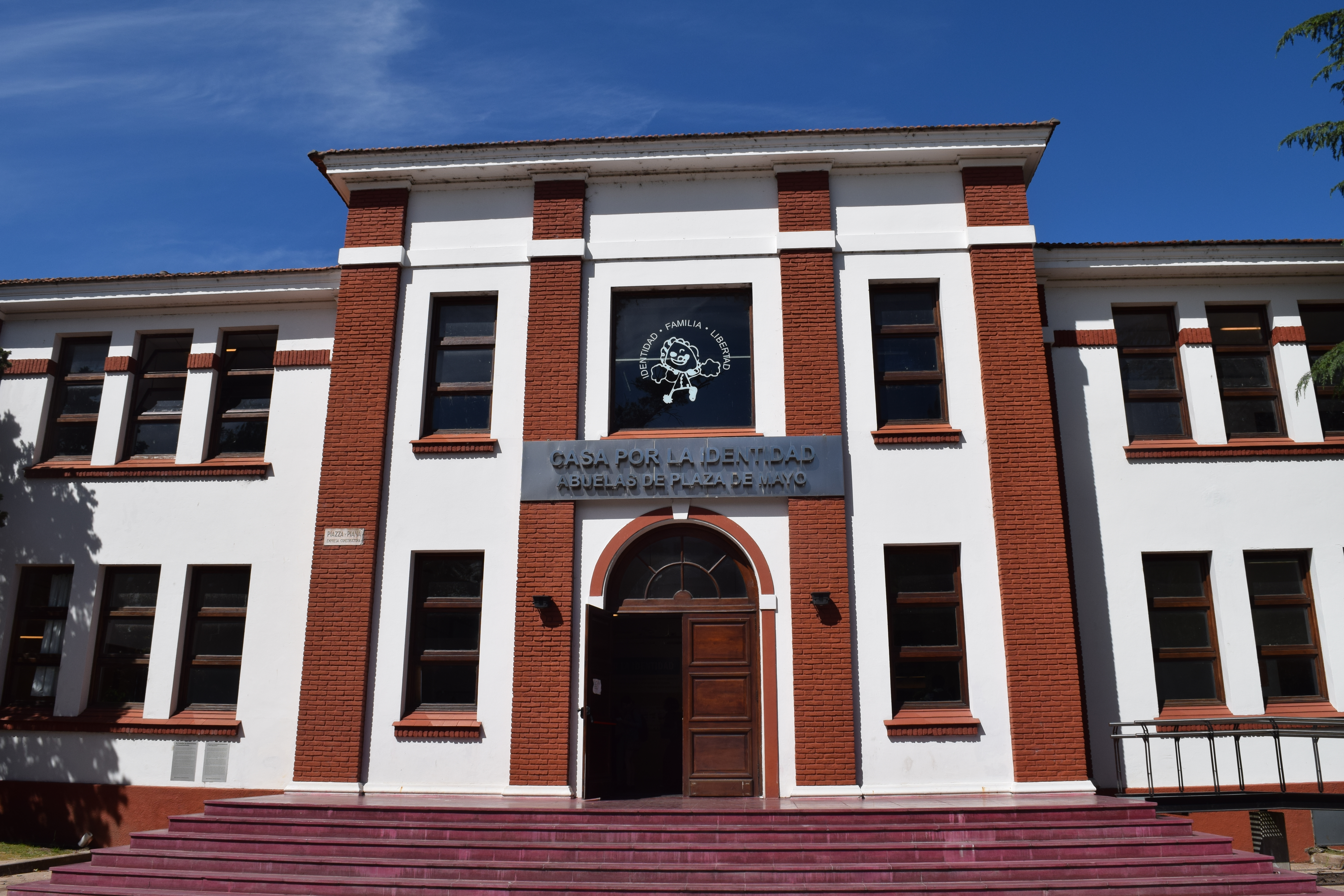
La Casa por la Identidad, antiguo Pabellón de Operaciones.

De 1976 a 1983 estuvo destinado para la capacitación de aspirantes y cabos.
Es la Casa por la Identidad de Abuelas de Plaza de Mayo, destinada a actividades educativas y culturales en relación con el ejercicio de la memoria y el derecho a la identidad. También es la sede provisoria del Ente Público Espacio para la Memoria y para la Promoción y Defensa de los Derechos Humanos.
Pabellón Delta
De 1976 a 1983 sirvió como alojamiento de aspirantes y gimnasio cubierto.
Es la Casa de la Militancia, perteneciente a la agrupación HIJOS. Este espacio está abierto a diferentes organizaciones políticas, culturales y sociales dedicadas a la formación militante y la difusión de las políticas de memoria.
Cocina
De 1976 a 1983 funcionó como el servicio de alimentación a aspirantes, marineros, suboficiales y personal.
El edificio está a cargo del  Ente Público Espacio para la Memoria y para la Promoción y Defensa de los Derechos Humanos.
Casino de aspirantes y cantina
De 1976 a 1983 funcionó como lugar de alojamiento y recreación de los aspirantes de la Escuela.
Es el Centro Internacional para la Promoción de los Derechos Humanos de la UNESCO, que incluye la salvaguarda y protección de todas las instituciones del espacio. Este centro está destinado a desarrollar la capacitación, investigación y producción de materiales didácticos para la educación y difusión de los Derechos Humanos.
Capilla Stella Maris
De 1976 a 1983 era el lugar donde oficiaban misa los capellanes militares.
Es el Espacio Patrick Rice, destinado a un centro de convivencia ecuménica.
Pabellón de electricidad
De 1976 a 1983 este sector funcionó para la capacitación de aspirantes y cabos.
Es el Espacio Cultural Nuestros Hijos (ECuNHi), de Madres de Plaza de Mayo. Aquí se realizan actividades y talleres orientadas a la capacitación popular en artes y oficios.
Polígono de tiro
De 1976 a 1983 funcionó como la guardia de acceso, en la actualidad es el acceso vehicular.
Pileta de natación
De 1976 a 1983 funcionó como tal.
Lavadero
De 1976 a 1983 funcionó como tal.
Pañol equipos
De 1976 a 1983 fue un depósito de usos múltiples.
Es el Instituto de Políticas Públicas en Derechos Humanos del Mercosur (IPPDH). Es un organismo del Mercosur,  destinado al diseño y seguimiento de políticas públicas en Derechos Humanos en el marco del proceso de integración.
Depósito de equipos
De 1976 a 1983 funcionó como tal, actualmente está a cargo del IEM.
Talleres automotores
De 1976 a 1983 funcionó como tal. Actualmente está destinado al resguardo y la transmisión de la memoria mediante proyectos, está a cargo del IEM.
Bomberos
De 1976 a 1983 funcionó como tal, actualmente está a cargo del IEM.
Imprenta
De 1976 a 1983 se utilizó este edificio donde fueron llevados algunos detenidos-desaparecidos para realizar trabajo esclavo.
Este espacio está destinado a proyectos de resguardo y transmisión de la memoria. La tenencia de este edificio está asignada a la Secretaría de Derechos Humanos de la Nación desde 2014.
Taller de Electricidad Departamento de Ingeniería
De 1976 a 1983 funcionó como tal, actualmente está a cargo del IEM.
Pabellón de máquinas
De 1976 a 1983 funcionó como sector para la capacitación de a aspirantes y cabos.
Es la sede del Canal Encuentro, la señal infantil Paka Paka y el portal Educ.ar del Ministerio de Educación, Ciencia y Tecnología de la Nación.
Módulos de alojamiento
De 1976 a 1983 funcionó como tal, actualmente está destinado a la creación del Museo y Memorial Malvinas.

## Memoria
El traspaso del predio fue asumido como política de Estado en el año 2003, en el marco de lucha de organismos de Derechos Humanos en Argentina y el 24 de marzo de 2004, en el 28º aniversario del golpe de Estado. La creación se hizo efectiva una vez desocupada por parte de las Fuerzas Armadas, el 20 de noviembre de 2007.
Así se creó el Ente Público Interjurisdiccional Espacio para la Memoria y para la Promoción y Defensa de los Derechos Humanos. Desde entonces el predio tiene una dirección conjunta entre el Gobierno Nacional, el Gobierno de la Ciudad de Buenos Aires y Organismos de Derechos Humanos, entre ellos, Madres, Abuelas de plaza de mayo e HIJOS. El ente funciona para la promoción de la historia y como custodio de los espacios que se consideran prueba material en los juicios a los militares de la Megacausa ESMA. En 2016 ocurrió un intento por desplazar a Horacio Pietragalla como director, sin embargo organismos de DDHH organizaron un abrazo al edificio que contó con una participación de miles de personas.

### Museo Malvinas
A través del decreto 809/2014, publicado en el Boletín Oficial el 6 de junio de 2014, se dispuso la creación del museo que funcionará en el predio de la ESMA y que tiene como objetivo «...difundir, comunicar, exhibir y concientizar a todos los habitantes de la nación acerca de la soberanía argentina sobre las islas...», promoviendo la reivindicación del reclamo de soberanía argentino sobre las islas.